# Burkhard Hennen
Burkhard Hennen (* 31. Mai 1946 in Oedt (Grefrath)) ist ein ehemaliger Betreiber einer Kulturkneipe, Organisator von Jazz-Festivals und Jazz-Produzent. Hennen leitete seit 1972 34 Jahre lang das weltweit angesehene Internationale New Jazz Festival Moers am Niederrhein, ab 1993 auch Moers Festival genannt, das zu den bedeutendsten Jazzfestivals der Welt gezählt wurde.

## Leben und Werk
Hennen besuchte das Gymnasium Adolfinum Moers, wo er Chefredakteur der Schülerzeitung „Scheinwerfer“ war. Nach dem Abitur begann er ein Jurastudium an der Ruhruniversität Bochum und widmete sich später hauptberuflich der Musik. Er nahm im Rahmen der 68er-Studentenbewegung an friedlichen Demonstrationen in Moers gegen die Springer-Presse und gegen das als autoritär kritisierte Schulsystem teil.

### Die Röhre
Um mit Gleichgesinnten für politische Diskussionen einen Raum zu haben, mietete er mit Freunden 1968 für 800 DM jährlich die leerstehende Lagerhalle einer ehemaligen Hutfabrik an, die bis zur Enteignung („Arisierung“) in der Zeit des Nationalsozialismus der jüdischen Familie Kahn gehört hatte. Die Miete überstieg jedoch das Budget der Jugendlichen, daher wollten sie durch den Betrieb einer Schankstätte die Unkosten ausgleichen. Ein Berater der örtlichen Sparkasse gewährte ihnen trotz fehlender Sicherheiten einen Kredit in Höhe von 10.000 DM für den Umbau. Am 11. Oktober 1968 eröffnete Hennen in Moers mit Reiner Lindemann und Poncho Schuhmacher eine Musik- und Kulturkneipe. Hennen und Lindemann kannten sich aus dem gemeinsamen Besuch des Adolfinums, Lindemann war damals Schülersprecher dieses Gymnasiums. Sie nannten das heute noch bestehende Lokal wegen seines langgezogenen Grundrisses Die Röhre. Der Untertitel „Lokal und Forum für kulturelle und politische Diskussion“ verwies ausdrücklich auf den politischen und emanzipatorischen Anspruch. Als Hintergrundmusik und bei Live-Musik-Abenden wurde dort Jazzmusik, vorzugsweise Free-Jazz gespielt.
Nach Streitigkeiten mit der Brauerei und Meinungsverschiedenheiten mit seinen Kollegen übernahm Hennen 1970 allein den Betrieb der Kulturkneipe. Lindemann beendete sein Jurastudium und wurde später Richter. 1972 vermietete Hennen den Schankbetrieb und konzentrierte sich auf die Organisation des Kulturprogramms. In den Anfangsjahren fanden in der Röhre bis zu 300 Veranstaltungen aller Art im Jahr statt. An bekannten Künstlern traten unter anderem Kraftwerk, Hanns Dieter Hüsch, Franz Josef Degenhardt, Dieter Süverkrüp und Max von der Grün auf. Da der damalige Moerser Bürgermeister Albin Neuse seine Wohnung gegenüber der Röhre hatte und sich von dem Lärm in seiner Nachtruhe gestört fühlte, ließ er mehrere Kontrollen vom Ordnungsamt durchführen und versuchte, mehrere Auflagen zu erreichen (22 h Sperrstunde) und schließlich mit einem Gerichtsverfahren die Schließung durchzusetzen. Da sich in den fünf Jahren Verpachtung der Röhre die Drogenszene dort ausgebreitet hatte, erwog Hennen um 1977 eine Schließung des Lokals. Vorübergehend als Quartier 4 firmierend, wurde das Lokal mit dem Schriftsteller Gotthard Schmidt als Kneipier wieder unter dem alten Namen Die Röhre fortgeführt. Nach Schmidts Wegzug nach Berlin führten zunächst noch weitere Pächter die Röhre, bis sie schließlich an Hennens Mitarbeiter Markus Brinkmann längerfristig verpachtet werden konnte.
Die Röhre war noch zu Schmidts Zeit so sehr in Jazz-Kreisen als Auftrittsmöglichkeit begehrt, dass Hennen in den wenigen Monaten seiner Leitung Dutzende Angebote von internationalen Jazz-Gruppen erhielt, einfach „für Eintritt“ spielen zu dürfen. Der Eintrittspreis lag bei etwa zwei bis drei DM. Die Röhre bildete damals einen Anziehungspunkt für Interessierte am internationalen Neuen Jazz.

### Jazz-Festival in Moers

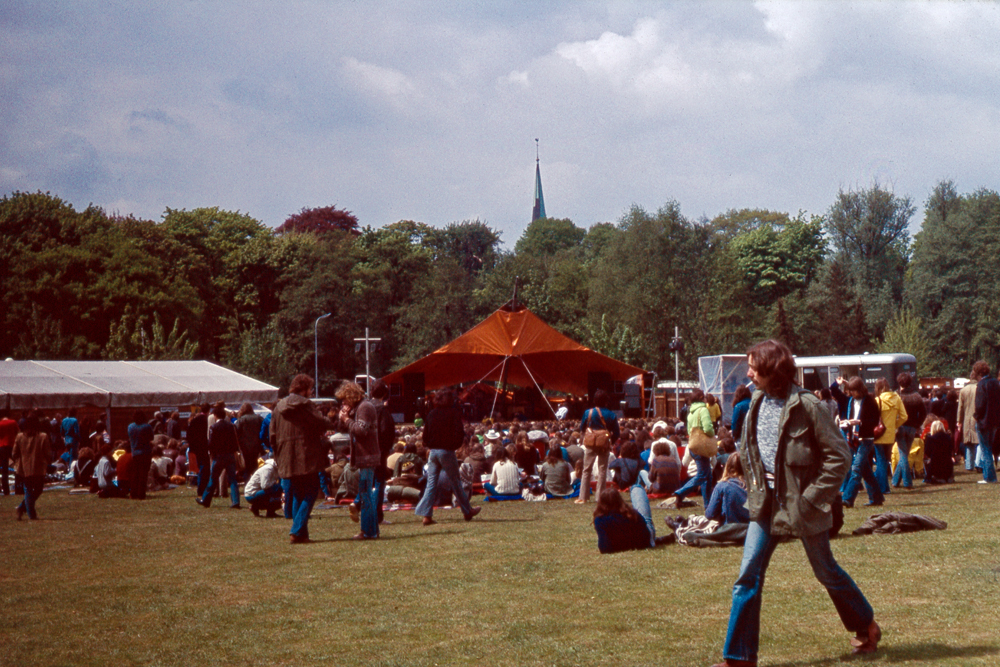
Jazzfestival im Freizeitpark 1978

Vier Jahre nach der Eröffnung seiner Kulturgaststätte veranstaltete Hennen 1972 am langen Pfingstwochenende das erste deutsche Free-Jazz-Festival unter freiem Himmel im Hof des Moerser Schlosses vor etwa 800 Zuhörern. Bald konnte der Schlosshof die Zuschauer nicht mehr fassen. Daher verlegte er 1975 das Musikfest auf den Rasen des angrenzenden Moerser Freizeitparks. Bis 1970 war das Betreten des Rasens noch verboten gewesen. Dort entstand eine jährlich anwachsende Zeltstadt von Campingurlaubern, die von immer mehr mobilen Händlern gesäumt wurden, welche Ethno-Schmuck und Hippie-Kleidung, exotisches Fastfood, später auch Piercing und Tattoos anboten. Entgegen der Ansicht mancher Journalisten schätzte Hennen grundsätzlich die Atmosphäre der Zeltstadt, die in den 1990er Jahren mehrere zehntausend Teilnehmer anziehen konnte. So äußerte er 1996 anlässlich des 25-jährigen Jubiläums des Festivals:
„Das eigentliche Markenzeichen von Moers ist jedoch der Freigeist, die Toleranz und das Miteinander der Freunde und Fans, die sich vor allem in der Zeltstadt dokumentiert.“
Eine erste ernsthafte Bestandskrise des Jazz-Festivals entstand 1982. Bis dahin hatte die Bevölkerung das Festival mehr oder weniger tolerant geduldet, und eine beträchtliche Anzahl von Moersern schätzte und liebte das Festival. Hennen äußerte sich dazu 1996:
„Eines haben wir damals gespürt: als das Festival zu kippen drohte, erklärten die Moerser Bürger diesem Ereignis ihre Liebe. Allein die Flut der Leserbriefe an die Lokalpresse hätte mehrere Ausgaben gefüllt, die Loyalität der Moerser mit ihrem Festival war überwältigend und wir machten weiter, in Moers, trotz honoriger Angebote anderer Kommunen.“
Doch der zunehmende Müll und nächtliche Lärm, Haschisch-Rauchen und die körperliche Freizügigkeit der Festivalbesucher schürten auch Vorurteile und weckten bei einem Teil der Moerser und Moerserinnen Ängste um die eigenen Kinder. Dank des Engagements vieler Moerser Bürger und der Fürsprache des damals bekanntesten Jazzpublizisten Joachim-Ernst Berendt auf einer öffentlichen Sitzung des Stadtrates konnte das Festival unter Auflagen weiterhin stattfinden.
Eine Folge der Einigung war der Umzug der Bühne in die Moerser Eissporthalle ab 1983, die am südlichen Rand des Schlossparks liegt. Die akustische und architektonische Atmosphäre der Halle aus Sichtbeton mit Schalensitzen stieß zwar auf keine Gegenliebe, wurde aber wegen der Qualität der Musik hingenommen. 1985 nahm Hennen noch eine separate Musikreihe hinzu, die African Dance Night, die ebenfalls in der nun unbestuhlten Eissporthalle stattfand und am späten Pfingstsonntagabend begann. Das Repertoire ging weit über die Facetten der Jazz-Musik hinaus. Als Moderator und Programmgestalter konnte Hennen für die African Dance Night  Francis Gay gewinnen, einen Musikredakteur des WDR und Kenner der afrikanischen Musikszene.

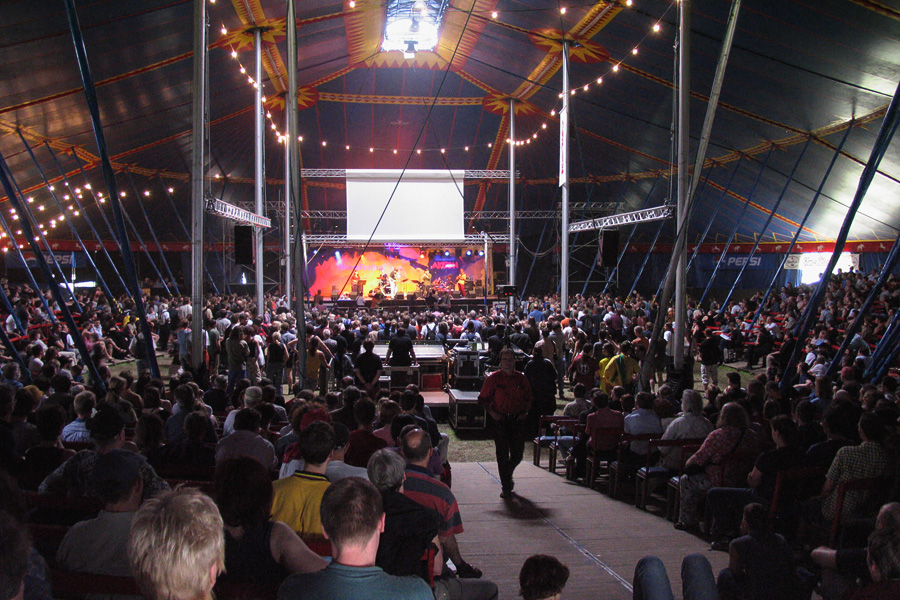
Moerser Festivalzelt, 2004

Zu Pfingsten 1987 wechselte Hennen mit dem von ihm verantworteten Festival wieder zurück in den Freizeitpark, diesmal jedoch unter den Regenschutz des größten Zirkuszeltes in Europa. Das Zelt verfügt über eine große Bühne und kann etwa 2.500 bis 3.000 Menschen aufnehmen. 1994 benannte Hennen das Festival nach anhaltender Pressekritik am zunehmenden Abweichen vom Jazz und längerer interner Debatte in «Moers Festival» um. Zur Begründung gab er an, dass das „jazz-typische Phänomen der Improvisation seit Jahrhunderten auch in anderen Musik-Kulturen … gepflegt wird“ und daher die Offenheit gegenüber anderen Musikstilen auch namentlich dokumentiert werden sollte.
Anfangs rechnete Hennen nicht damit, so lange Zeit das Festival gestalten zu können. Doch je erfolgreicher, attraktiver und umsatzstärker auch für den Moerser Einzelhandel das Jazz-Festival geworden war, desto mehr meldeten nun die Geldgeber Stadt und WDR Ansprüche an und verlangten mehr Einfluss auf Hennens Programmgestaltung.

#### WDR
Ein konstantes Merkmal im Verhältnis der Festival-Partner Hennen, Stadt Moers und WDR war eine fehlende Transparenz. Wenn die Zusammenarbeit gut funktionierte, bestand daran kein öffentliches Interesse. Bei Konflikten jedoch wurden das Publikum, die Öffentlichkeit und die Medien vor vollendete Tatsachen gestellt, die nur in Andeutungen erklärt wurden. Hennen vertraute dabei auf sein Ansehen und die Stadt verließ sich auf das weitgehende Schweigen der beiden regionalen Tageszeitungen dazu, so dass kaum jemand darüber informiert war, was wirklich vorgefallen war.
Zunächst jedoch herrschten beim WDR Interesse und Aufgeschlossenheit vor. Bereits 1974, zwei Jahre nach der Gründung des Festivals, berichtete der WDR von der Musikveranstaltung und schnitt ab 1979 einen großen Anteil der Konzerte für das Fernsehen mit. Später ergänzte man die Zusammenarbeit mit Radio-Übertragungen und -sendungen in WDR 3 und WDR 5. Die morgendlichen Experimentalgruppen und Jam-Sessions im Gymnasium in den Filder Benden, die nach Meinung von Journalisten und Musikern zum besten Teil des Festivals gezählt werden mussten, wurden dagegen „wegen Nichtsendefähigkeit“ vom WDR ignoriert. In den 1990er-Jahren besuchte auch der WDR-Intendant Fritz Pleitgen das Festival. Im Jahr 2002 drängte die Programmdirektion des WDR auf eine Vertragsänderung, die den Sender als einen gleichberechtigten Mitveranstalter und auch als Programmgestalter mit eigenem Auswahlrecht der Sponsoren vorsah. Diese Forderungen waren für Hennen nicht akzeptabel, da er den Erfolg und das Ansehen des Festivals allein auf seine gestalterische Autonomie zurückführen konnte. Man trennte sich im Streit, auch der Jazzredaktionsleiter des WDR und langjährige Festivalmoderator Ulrich Kurth konnte nichts gegen die Forderungen seiner Vorgesetzten ausrichten. Der WDR hatte 2002 das Festival mit rund 100.000 Euro finanziert. Hennen war jedoch in der Lage, das Defizit durch Sponsorenzuwendungen weitgehend auszugleichen. 2006 nahm der WDR seine Sendetätigkeit unter der neuen künstlerischen Leitung Reiner Michalkes wieder auf – ohne eine Mitsprache beim Programm zu fordern.

#### Stadt Moers
Dank der Offenheit und des Engagements liberaler Kulturverantwortlicher der Stadt konnte in Moers das Free-Jazz-Festival stattfinden. Doch ein wechselnder, aber anhaltender Widerstand aus den Reihen der Ratsfraktionen und der Stadtverwaltung führte schließlich doch noch zur Aufgabe von Hennen nach 34 Jahren. Zwischendurch sah er sich mehrere Male gezwungen, mit seinem Rücktritt zu drohen. Während Hennen die Kulturreferenten und -dezernenten etwas mehr auf seiner Seite wusste, hatte er dagegen einen Dauerstreit mit dem Kulturausschuss, zusammengesetzt aus allen Vertretern der Parteien im Stadtrat. Schon 1977 entließ man den jazzfreundlichen Musikreferenten Heiner Müller-Adolphi „wegen Unfähigkeit“, später wurde dieser Musikchef („Programmbereichsleiter“) des WDR. Für eine besonders gute Zusammenarbeit in den 1990er-Jahren lobte Hennen den Kulturdezernenten Hans Gerd Rötter. Doch nach Rötters Rückkehr zerrüttete sich das freundliche Verhältnis. Durch eine Gründung einer separaten Festivalorganisation im Jahr 2005, der „Festival Moers Kultur GmbH“, sah sich Hennen ein weiteres Mal hintergangen, entmachtet und gekränkt. So etwa gab es eine Woche vor dem Pfingstfestival 1996 im Stadtrat wieder Widerstand gegen eine Vertragsverlängerung für Hennen. Erst einen Tag vor Festivalbeginn wurde ihm auf Initiative des damaligen Bürgermeisters Wilhelm Brunswick durch eine von den Grünen angeforderte Sondersitzung des Stadtrats gestattet, bis zum Jahr 2000 weiterzuarbeiten.
Nach eingehender Beratung mit seinen Freunden und seiner Familie trat Hennen im Frühjahr 2005 von seiner Tätigkeit als künstlerischer Leiter zurück. Er sah seine Arbeit „zwischen Kunst, Kommerz und den Schikanen kleinkarierter Politiker zerrieben“. Bürgermeister Norbert Ballhaus äußerte bei Hennens Verabschiedung in dessen Abwesenheit: „Das Moers Festival ist mit den Berliner Jazztagen das wichtigste Jazz-Ereignis in Deutschland. Und innerhalb der ganzen Welt zählt es zu den Top Ten.“ Bei seinem Abschied versprach Hennen dem Publikum wiederzukommen.

### Jazz-Festival bei Geldern
Zwei Jahre später organisierte er 2007 mit rund 200 ehrenamtlichen Helfern (Mitarbeiter der Ausbildungsfirma Integra gGmbH) das dreitägige „New Music Festival Gelderland“ oder auch OffsideOpen im August 2007 mit Unterstützung der Gemeinden Geldern, Straelen und Arcen, doch ohne finanzielle Zuschüsse. Aus seiner Moerser Zeit brachte er wieder viele bekannte Musiker auf die Festivalbühne, die an einem umwaldeten See gelegen ist. Hennens Nachfolger in Moers, Reiner Michalke, freute sich über dessen Rückkehr ins aktive Musikleben. Im darauffolgenden Jahr sagte Hennen jedoch nach der Fertigstellung des Programms ab. Als Grund für seine Absage gab er mangelnde finanzielle Mittel für das Festival-Programm an und wollte wegen des geringeren Etats erst 2009 wieder an den Start gehen. Die anderen Organisatoren bevorzugen dagegen eine jährliche Austragung. Hennen legte Wert auf die Feststellung, nicht im Streit geschieden zu sein, was der negativen Darstellung der Rheinischen Post widerspricht. Gelderns Bürgermeister Ulrich Janssen bestätigte Hennens Auffassung: „Wir würden uns sehr freuen, wenn Burkhard Hennen 2009 wieder mit an Bord ist.“ Nachdem der Geschäftsführer der Integra gGmbH und hauptsächliche Unterstützer des Offside Festivals im November 2008 wegen finanzieller Vorwürfe gekündigt worden war, wurde monatelang nichts für das Festival getan und schließlich für 2009 abgesagt.
Zur Zukunft von Jazz-Festivals meinte Hennen: „Festivals müssen eine innere Notwendigkeit haben, sonst kann man sie abschaffen. […] Nicht vom Geld, sondern von der Idee und der Botschaft lebt ein Festival. Man muss Risiken eingehen – das tun die Musiker auf der Bühne ja auch.“

### Privates
Hennen betreibt ein Musikstudio in Moers-Repelen und ist Geschäftsführer der Produktionsfirma Moers Music in Moers, die viele Live-Aufnahmen vom Moers-Festival im Programm führt. Burkhard Hennen hat zwei Söhne namens Leo und Tristan. Mehrere Monate im Jahr lebt er im Südwesten Frankreichs.

## Zitat
„Burkhard Hennen […] ist einer jener seltenen Veranstalter, die ihr Programm nicht aus den Versandkatalogen der Musikindustrie zusammenstellen, sondern gern selber auf Entdeckungsreisen gehen. Vor allem aber gehört Hennen zu jenen Unverbesserlichen, die noch daran glauben, dass Musik nicht nur unterhält, sondern auch redet.“

## Auszeichnung
- 2000: Ehrenring der Stadt Moers[41]